# Musée d'art

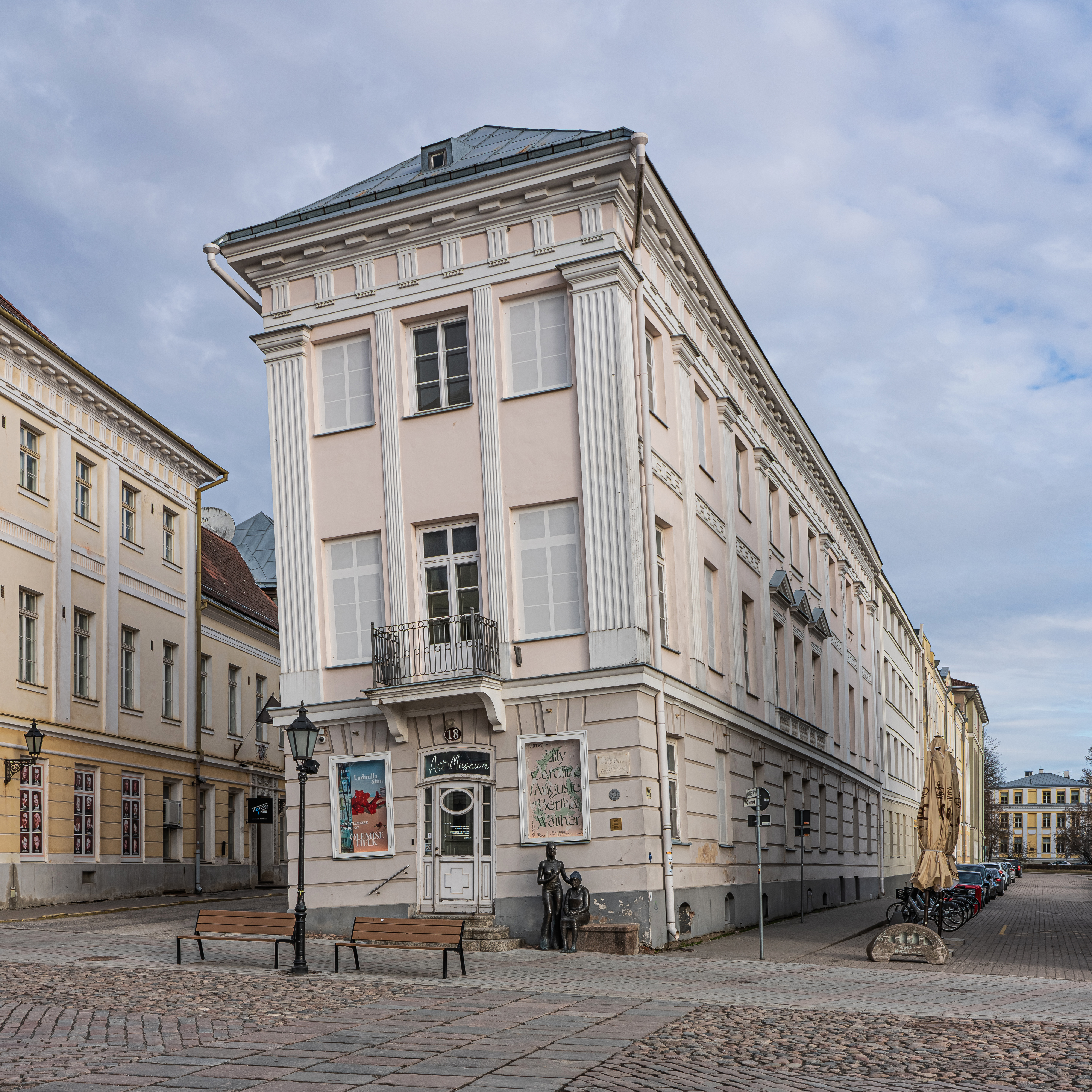
La « Maison penchée » du musée d'art de Tartu à Tartu (Estonie).

Un musée d'art est un musée consacré à la conservation et l'exposition d'œuvres d'art.
Il en existe plusieurs types :
- le musée des beaux-arts ;
- le musée d'art moderne ;
- le musée d'art contemporain ;
- le musée des arts décoratifs ;
- le musée d'art et d'histoire ;
- le musée d'art sacré ;
- le musée d'art naïf ;
- le musée d'art et d'archéologie ;
- le musée d'art et d'Industrie.